# Pantopoeus
Pantopoeus är ett släkte av skalbaggar. Pantopoeus ingår i familjen vivlar.
Kladogram enligt Catalogue of Life:
| Pantopoeus | \| \| Pantopoeus cervinus \| \| \| \| |
|            | \| \| Pantopoeus cervinus \| \| \| \| |
|            | Pantopoeus cervinus                   |
|            |                                       |